# 68.ª edición de los Premios Óscar
La 68.ª edición de los Óscar premió a las mejores películas de 1995. Organizada por la Academia de Artes y Ciencias Cinematográficas, tuvo lugar en el Dorothy Chandler Pavilion de Los Ángeles (Estados Unidos) el 25 de marzo de 1996. La actriz Whoopi Goldberg fue la maestra de ceremonias por segunda vez, después de haberlo hecho en 1994.
Braveheart ganó cinco estatuillas, incluidas las de mejor película. Otros premiados fueron Apolo 13, Pocahontas, Restoration y Sospechosos habituales con dos premios. La gala fue vista por 45 millones de telespectadores en los Estados Unidos.
En la ceremonia, Christopher Reeve presentó un montaje de películas que abordaban temas sociales. Su aparición fue una sorpresa para la mayoría de los presentes y ocurrió menos de un año después del accidente de equitación por el que quedó tetrapléjico. La apariencia de Reeve se mantuvo en secreto en parte para que si surgía algún problema físico, pudiera retirarse en silencio. Asistió a un ensayo a puerta cerrada temprano en la mañana, durante el cual vetó la idea de usar el tema de Superman de John Williams como música de entrada. Reeve, junto con Jones, había elegido los clips de película utilizados en el montaje. Reeve recibió una ovación de dos minutos durante su aparición.

## Candidaturas y ganadores

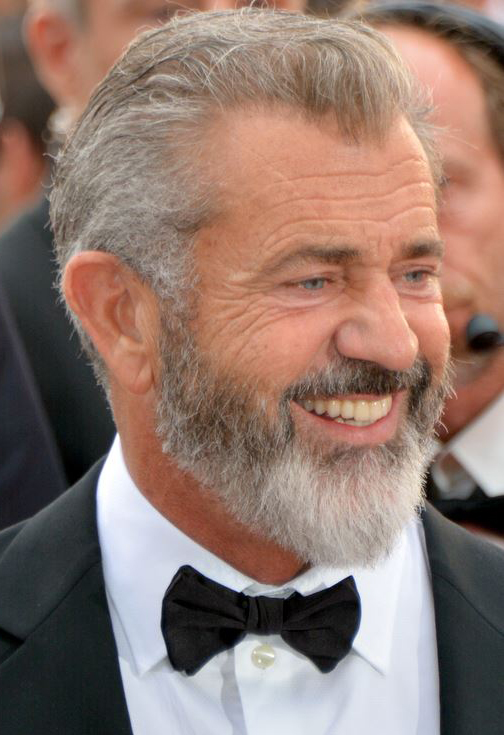
Mel Gibson fue el ganador del Óscar al mejor director por Braveheart.

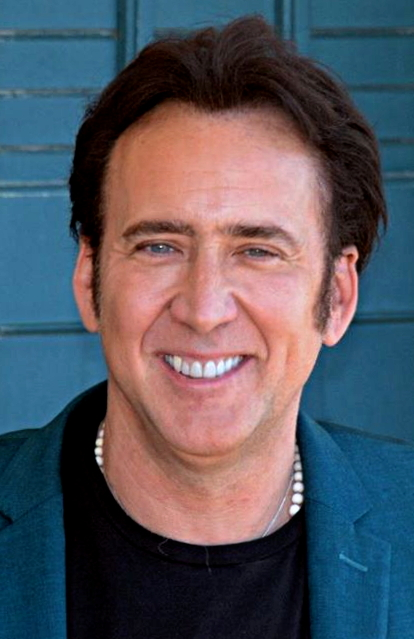
Nicolas Cage fue el ganador del Óscar al mejor actor por Leaving Las Vegas.

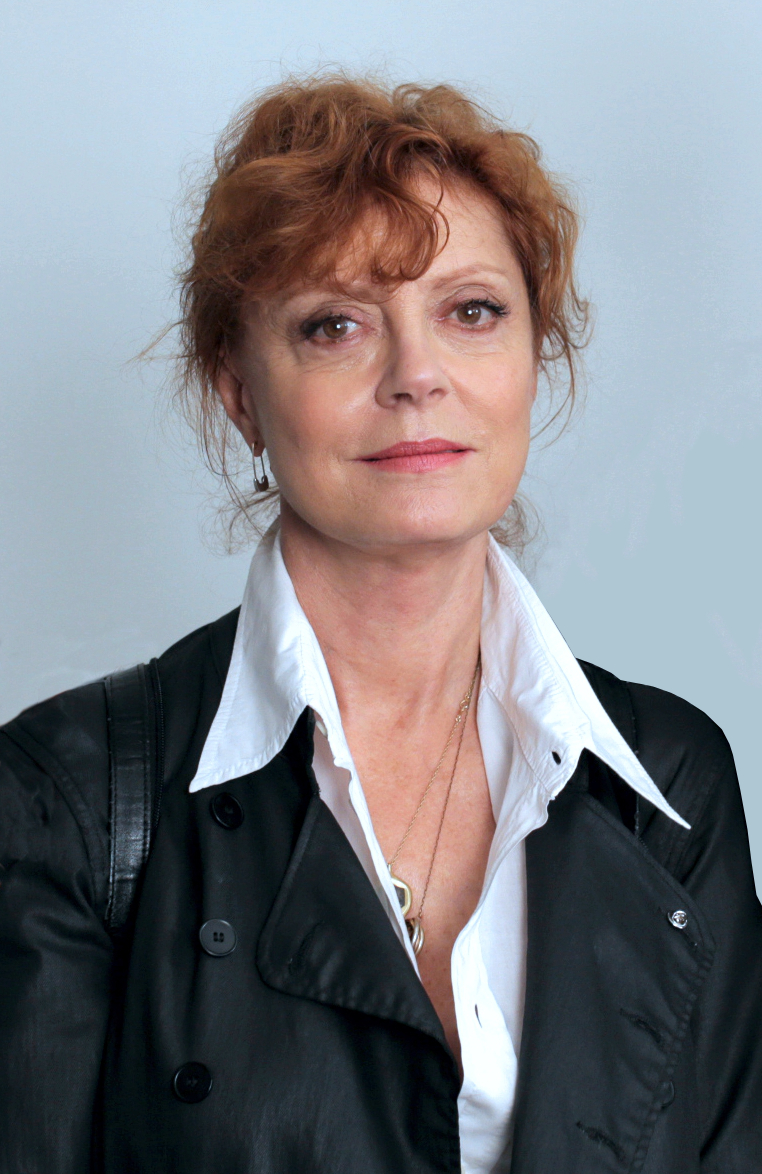
Susan Sarandon fue la ganadora del Óscar a mejor actriz por Dead Man Walking.

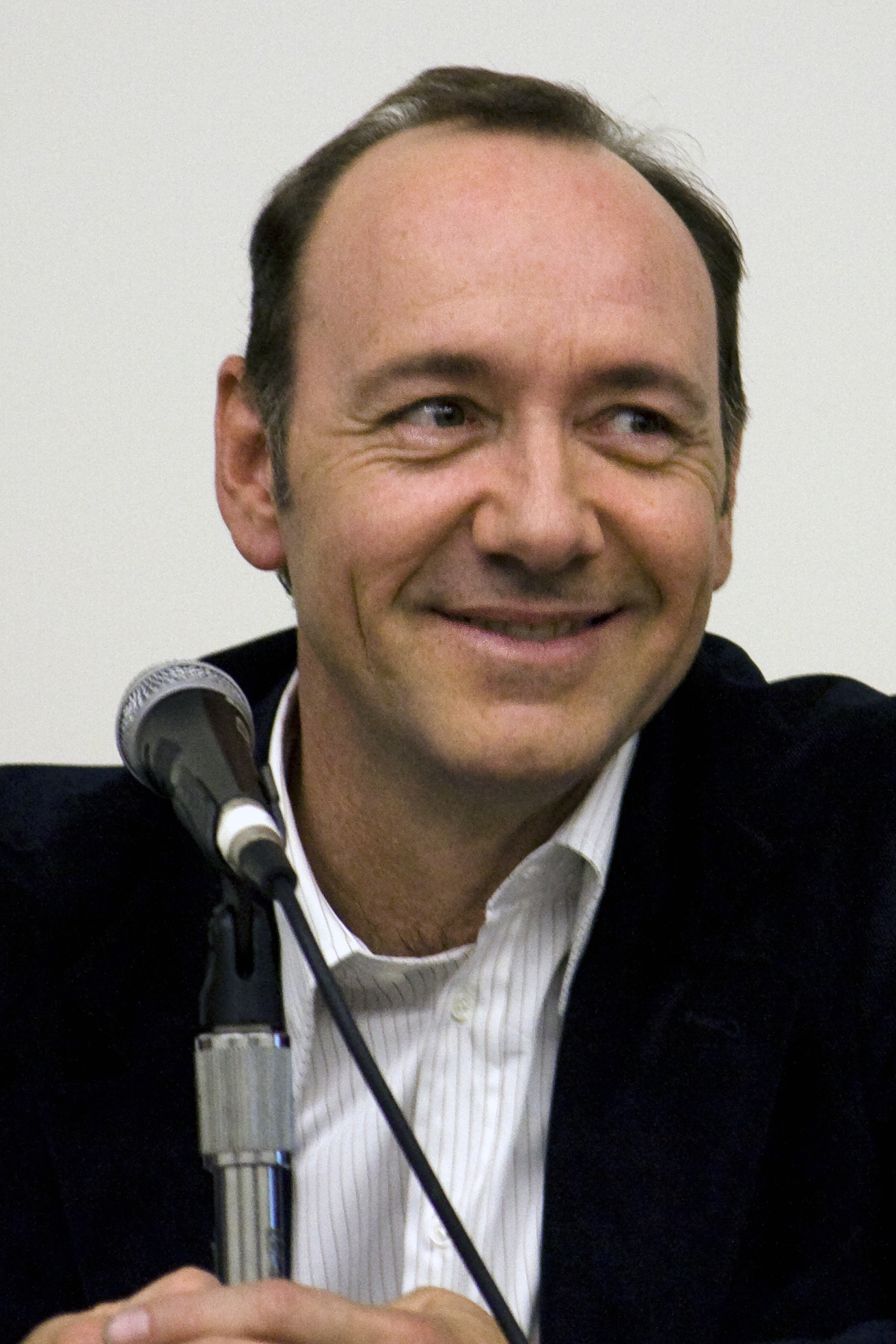
Kevin Spacey fue el ganador del Óscar a mejor actor de reparto por The Usual Suspects.

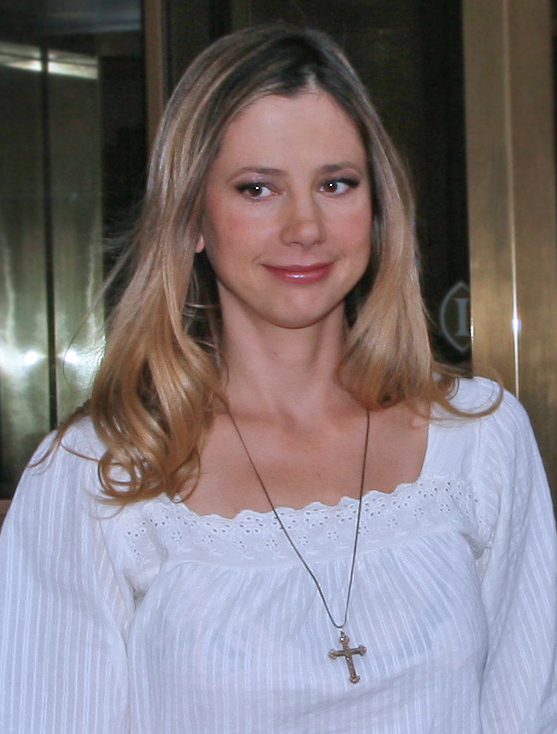
Mira Sorvino fue la ganadora del Óscar a la mejor actriz de reparto por Poderosa Afrodita.

Indica el ganador dentro de cada categoría.
| Mejor película Presentado por: Sidney Poitier | Mejor director Presentado por: Robert Zemeckis |
| --- | --- |
| Braveheart — Mel Gibson, Bruce Davey y Alan Ladd Jr. | Mel Gibson — Braveheart |
| - Apollo 13 (Apolo 13) — Brian Grazer - Babe (Babe, el cerdito valiente) — George Miller, Doug Mitchell y Bill Miller - Il Postino (El cartero y Pablo Neruda) — Gaetano Daniele, Mario Cecchi Gori y Vittorio Cecchi Gori - 'Sense and Sensibility (Sentido y sensibilidad) — Lindsay Doran | - Mike Figgis — Leaving Las Vegas. - Chris Noonan — Babe (Babe, el cerdito valiente) - Michael Radford — Il Postino (El cartero y Pablo Neruda) - Tim Robbins — Dead Man Walking (Pena de muerte) |
| Mejor actor Presentado por: Jessica Lange | Mejor actriz Presentado por: Tom Hanks |
| Nicolas Cage — Leaving Las Vegas como Ben Sanderson. | Susan Sarandon — Dead Man Walking (Pena de muerte) como Helen Prejean. |
| - Richard Dreyfuss — Mr. Holland's Opus como Glenn Holland - Anthony Hopkins — Nixon como Richard Nixon - Sean Penn — Dead Man Walking (Pena de muerte) como Matthew Poncelet - Massimo Troisi — Il Postino (El cartero y Pablo Neruda) como Mario Ruoppolo | - Elisabeth Shue — Leaving Las Vegas como Sera - Sharon Stone — Casino como Ginger McKenna - Meryl Streep — The Bridges of Madison County (Los puentes de Madison) como Francesca Johnson - Emma Thompson — Sense and Sensibility (Sentido y sensibilidad) como Elinor Dashwood |
| Mejor actor de reparto Presentado por: Dianne Wiest | Mejor actriz de reparto Presentado por: Martin Landau |
| Kevin Spacey — The Usual Suspects (Sospechosos habituales) como Roger "Verbal" Kint | Mira Sorvino — Mighty Aphrodite (Poderosa Afrodita) como Linda Ash |
| - James Cromwell — Babe (Babe, el cerdito valiente) como Granjero Arthur Hoggett - Ed Harris — Apollo 13 (Apolo 13) como Gene Kranz - Brad Pitt — Twelve Monkeys (Doce monos) como Jeffrey Goines - Tim Roth — Rob Roy como Archibald Cunningham | - Joan Allen — Nixon como Pat Nixon - Kathleen Quinlan — Apollo 13 (Apolo 13) como Marilyn Gerlach Lovell - Mare Winningham — Georgia como Georgia Flood - Kate Winslet — Sense and Sensibility (Sentido y sensibilidad) como Marianne Dashwood |
| Mejor guion original Presentado por: Susan Sarandon | Mejor guion adaptado Presentado por: Anthony Hopkins |
| The Usual Suspects (Sospechosos habituales) — Christopher McQuarrie. | Sense and Sensibility (Sentido y sensibilidad) — Emma Thompson, basado en Sense and Sensibility por Jane Austen |
| - Braveheart — Randall Wallace. - Nixon — Oliver Stone, Christopher Wilkinson y Stephen J. Rivele - Mighty Aphrodite (Poderosa Afrodita) — Woody Allen - Toy Story — John Lasseter, Andrew Stanton, Joel Cohen, Alec Sokolow, Joss Whedon, Pete Docter y Joe Ranft | - Apollo 13 (Apolo 13) — William Broyles, Jr. y Al Reinert basado en Lost Moon por Jim Lovell y Jeffrey Kluger - Babe (Babe, el cerdito valiente) — George Miller y Chris Noonan basado en The Sheep-Pig de Dick King-Smith - Il Postino (El cartero y Pablo Neruda) — Anna Pavignano, Michael Radford, Furio Scarpelli, Giacomo Scarpelli y Massimo Troisi basado en Ardiente paciencia por Antonio Skármeta - Leaving Las Vegas — Mike Figgis basado en Leaving Las Vegas por John O'Brien |
| Mejor película extranjera (de habla no inglesa) Presentado por: Mel Gibson | Mejor canción original Presentado por: Laurence Fishburne y Angela Bassett |
| Antonia (Países Bajos) en neerlandés — Marleen Gorris. | «Colors of the Wind» — Pocahontas; Música por Alan Menken; Letra por Stephen Schwartz |
| - Lust och fägring stor (La belleza de las cosas) (Suecia) en sueco — Bo Widerberg - Poussières de vie (Argelia) en francés — Rachid Bouchareb - L'uomo delle stelle (El hombre de las estrellas) (Italia) en italiano — Giuseppe Tornatore - O Quatrilho (El cuarteto) (Brasil) en portugués e italiano — Fábio Barreto                                                                           | - «Dead Man Walkin» — Dead Man Walking (Pena de muerte); Música y Letra por Bruce Springsteen - «Have You Ever Really Loved a Woman?» — Don Juan DeMarco; Música y Letra por Michael Kamen, Bryan Adams y Robert John Lange - «Moonlight» — Sabrina; Música por John Williams; Letra por Alan Bergman y Marilyn Bergman - «You've Got a Friend in Me» — Toy Story; Música y Letra por Randy Newman                                                                                           |
| Mejor documental largo Presentado por: Nicolas Cage y Elisabeth Shue | Mejor documental corto Presentado por: Nicolas Cage y Elisabeth Shue |
| Recordando a Ana Frank — Jon Blair | One Survivor Remembers — Kary Antholis |
| - Fiddlefest—Roberta Tzavaras and Her East Harlem Violin Program — Allan Miller y Walter Scheuer - Hank Aaron: Chasing the Dream — Mike Tollin y Fredric Golding - The Battle Over Citizen Kane — Thomas Lennon y Michael Epstein - Troublesome Creek: A Midwestern — Jeanne Jordan y Steven Ascher                                                                                                | - Jim Dine: A Self-Portrait on the Walls — Nancy Dine y Richard Stilwell - Never Give Up: The 20th Century Odyssey of Herbert Zipper — Terry Sanders y Freida Lee Mock - The Living Sea — Greg MacGillivray y Alec Lorimore - The Shadow of Hate — Charles Guggenheim |
| Mejor cortometraje Presentado por: Jackie Chan y Kareem Abdul-Jabbar | Mejor cortometraje animado Presentado por: Jackie Chan y Kareem Abdul-Jabbar |
| Lieberman in Love — Christine Lahti y Jana Sue Memel | A Close Shave — Nick Park |
| - Brooms — Luke Cresswell y Steve McNicholas - Duke of Groove — Griffin Dunne y Thom Colwell - Little Surprises — Jeff Goldblum y Tikki Goldberg - Tuesday Morning Ride — Dianne Houston y Joy Ryan | - Gagarin — Alexiy Kharitidi - Mickey y su cerebro en apuros — Chris Bailey - The Chicken From Outer Space — John Dilworth - The End — Chris Landreth y Robin Barger |
| Mejor banda sonora - Drama Presentado por: Quincy Jones y Sharon Stone | Mejor banda sonora - Comedia o musical Presentado por: Quincy Jones y Sharon Stone |
| Il Postino (El cartero y Pablo Neruda) — Luis Bacalov | Pocahontas — Alan Menken y Stephen Schwartz |
| - Apollo 13 (Apolo 13) — James Horner - Braveheart — James Horner - Nixon — John Williams - Sense and Sensibility (Sentido y sensibilidad) — Patrick Doyle | - Sabrina — John Williams - The American President (El presidente y Miss Wade) — Marc Shaiman - Toy Story — Randy Newman - Unstrung Heroes (Héroes a la fuerza) — Thomas Newman |
| Mejor edición de sonido Presentado por: Sandra Bullock | Mejor sonido Presentado por: Steven Seagal |
| Braveheart — Lon Bender y Per Hallberg | Apollo 13 (Apolo 13) — Rick Dior, Steve Pederson, Scott Millan y David MacMillan |
| - Batman Forever — John Leveque y Bruce Stambler - Crimson Tide (Marea roja) — George Watters II | - Batman Forever — Donald O. Mitchell, Frank A. Montaño, Michael Herbick y Petur Hliddal - Braveheart — Andy Nelson, Scott Millan, Anna Behlmer y Brian Simmons - Crimson Tide (Marea roja) — Kevin O'Connell, Rick Kline, Gregory H. Watkins y William B. Kaplan - Waterworld — Steve Maslow, Gregg Landaker y Keith A. Wester |
| Mejor dirección artística Presentado por: Emma Thompson | Mejor fotografía Presentado por: Jim Carrey |
| Restauración — Dirección artística y Diseño de decorados: Eugenio Zanetti. | Braveheart — John Toll |
| - Apollo 13 (Apolo 13) – Dirección artística y Diseño de decorados: Michael Corenblith - Babe (Babe, el cerdito valiente) — Dirección artística: Roger Ford ; Diseño de decorados: Cheryl Carasik - A Little Princess (La princesita) — Dirección artística: Bo Welch ; Diseño de decorados: Cheryl Carasik - Richard III (Ricardo III) — Dirección artística y Diseño de decorados: Tony Burrough | - Batman Forever — Stephen Goldblatt - A Little Princess (La princesita) — Emmanuel Lubezki - Sense and Sensibility (Sentido y sensibilidad) — Michael Coulter - Yao a yao: Yao dao wai po qiao (La joya de Shanghai) — Lu Yue |
| Mejor maquillaje Presentado por: Alicia Silverstone | Mejor diseño de vestuario Presentado por: Pierce Brosnan, Naomi Campbell y Claudia Schiffer |
| Braveheart — Peter Frampton, Paul Pattison y Lois Burwell | Restauración — James Acheson |
| - My Family (Mi Familia) — Ken Diaz y Mark Sanchez - Roommates (Compañeros de habitación) — Greg Cannom, Bob Laden y Colleen Callaghan | - Braveheart — Charles Knode - Twelve Monkeys (Doce monos) — Julie Weiss - Richard III (Ricardo III) — Shuna Harwood - Sense and Sensibility (Sentido y sensibilidad) — Jenny Beavan y John Bright |
| Mejor montaje Presentado por: Goldie Hawn y Kurt Russell | Mejores efectos visuales Presentado por: Will Smith |
| Apollo 13 (Apolo 13) — Mike Hill y Dan Hanley. | Babe (Babe, el cerdito valiente) — Scott E. Anderson, Charles Gibson, Neal Scanlan y John Cox |
| - Babe (Babe, el cerdito valiente) — Marcus D'Arcy y Jay Friedkin - Braveheart — Steven Rosenblum - Crimson Tide (Marea roja) — Chris Lebenzon - Seven — Richard Francis-Bruce | - Apollo 13 (Apolo 13) — Robert Legato, Michael Kanfer, Leslie Ekker y Matt Sweeney |

### Óscar Honorífico
- Kirk Douglas
- Chuck Jones

## En memoria
En el transcurso de la gala se proyectó un vídeo que homenajeó a los siguientes profesionales fallecidos durante el año: Douglas Stewart (editor), Irene Tedrow, Albert Hackett (guionista), Rick Aviles, Priscilla Lane, Philip H. Lathrop (cinematógrafo), Fritz Freleng (animador), Burt Ives, Ginger Rogers, Dorothy Jenkins (diseñadora de vestuario), Michael Graham Cox, Don Brockett, Michael Hordern, Elisha Cook Jr., Harry Horner (director artístico), Alexander Godunov, Elizabeth Montgomery, Tony Azito, Arthur Howard, Lana Turner, Eva Gabor, Miklós Rózsa (compositor), Harry Guardino, Ida Lupino, Phil Harris, Howard Koch (guionista), Gary Crosby, John Megna, Ralph Rosenblum (editor), Jack Rose (guionista), Mary Wickes, Viveca Lindfors, Terry Southern (guionista), Robert Parish (director), Lexie Bigham, Madge Sinclair, Butterfly McQueen, Patric Knowles, Dean Martin, William H. Clother (cinematógrafo), Martin Balsam, McLean Stevenson, Roger Bowen, Haing S.Ngory Whit Bissell
Se le hizo un tributo al actor y bailarín Gene Kelly realizado por bailarín Savion Glover bailando "Singin' in the Rain".

## Premios y nominaciones múltiples
| Película                                       | Candidaturas | Premios |
| ---------------------------------------------- | ------------ | ------- |
| Braveheart                                     | 10           | 5       |
| Apollo 13 (Apolo 13)                           | 9            | 2       |
| Pocahontas                                     | 2            | 2       |
| Restoration                                    | 2            | 2       |
| The Usual Suspects (Sospechosos habituales)    | 2            | 2       |
| Babe (Babe, el cerdito valiente)               | 7            | 1       |
| Sense and Sensibility (Sentido y sensibilidad) | 7            | 1       |
| Il Postino (El cartero y Pablo Neruda)         | 5            | 1       |
| Toy Story                                      | 3            | 0       |
| Leaving Las Vegas                              | 4            | 1       |
| Dead Man Walking (Pena de muerte)              | 4            | 1       |
| Mighty Aphrodite (Poderosa Afrodita)           | 2            | 1       |
| Antonia                                        | 1            | 1       |
| Nixon                                          | 4            | 0       |
| Crimson Tide (Marea roja)                      | 3            | 0       |
| Batman Forever                                 | 3            | 0       |
| Twelve Monkeys (Doce monos)                    | 2            | 0       |
| A Little Princess (La princesita)              | 2            | 0       |
| Richard III (Ricardo III)                      | 2            | 0       |
| Sabrina                                        | 2            | 0       |